# 片桐ユズル
片桐 ユズル（かたぎり ゆずる、本名は譲。1931年1月1日 - 2023年10月6日）は、日本の詩人、京都精華大学名誉教授。専門は意味論（正確には一般意味論）と英語など。
社会運動家、京都精華大学元学長の中尾ハジメは弟。妻は、「ほんやら洞」で英会話教室の講師をしていた片桐庸子。

## 経歴
1931年東京生まれ。早稲田大学卒。同大学院英文科修士課程修了。戦前の体験から、「ことばの魔術」に批判的な態度をもつようになり、ベーシック・イングリッシュや一般意味論に興味を持つようになった。1955年、東京都立杉並高等学校着任。以来、高校・大学で、英語教授法であるGDM（段階的直接法）による授業・講義を行う。
1959年〜1960年、サンフランシスコ州立大学留学。この際、のちに『ボブ・ディラン全詩集』を共訳する中山容と出会う。
1960年代から70年代へかけて関西フォーク運動とかかわる。1967年8月、フォークなどに関するミニコミ新聞『かわら版』創刊号に中川五郎らとともに執筆。1970年代、大阪・なんば元町にあったコーヒーハウス「ディラン」（店主・大塚まさじ）で、様々なミュージシャンらと交流、1972年、中山容、岡林信康、中尾ハジメらとともに京都の喫茶店「ほんやら洞」を開店して、中川五郎、中山ラビらが集まり、関西フォークの人脈を形成。ビート詩人の自作詩のポエトリー・リーディングの影響を受け、秋山基夫、有馬敲、中山容らオーラル派の詩人グループとして、各地で、朗読会を企画・開催した。
1974年から翌年にかけて、アルバム「関西フォークの歴史 1966〜74」（URCレコード）、小冊子「関西フォークの歴史についての独断的見解」（URCレコード）などの編集と執筆に関わる。
1985年、一般意味論研究所客員研究員。1987年〜1988年、米国アンティオク大学交換教授。1993年、アレクサンダー・テクニークにもとづく教師養成コースを京都で設立、1997年に公認教師となる。この間、京都精華大学教授、2002年定年退任、名誉教授。

## 著書

### 単著
- 『詩のことばと日常のことば アメリカ詩論』思潮社 1963
- 『意味論入門』思潮社、1965
- 『意味論と外国語教育』（くろしお出版、1973年）
- 『英語・まちがいのすすめ』季節社 1976
- 『高められたはなしことば 論集』矢立出版 1982
- 『一般意味論セミナー 1日おきのジャムをたべるには』（くろしお出版、1983年）
- 『はじめてのにほんご』（大修館書店、1990年）
- 『メディアとしてのベーシック・イングリッシュ』（京都修学社、1996年）
- 『基礎英語の教え方』（松柏社、 2014年）

### 詩集
- 『専門家は保守的だ』思潮社 1964
- 『片桐ユズル詩集』（思潮社・現代詩文庫、1970年）
  - 「風」は、多くの作曲家が取り上げて、合唱曲にもなっている。
- 『わたしたちが良い時をすごしていると 片桐ユズル詩集』鈴木比佐雄編 コールサック社 2011

### 共編著
- 『現代詩論 6 (長谷川竜生、片桐ユズル)』晶文社 1972
- 『リチャーズ・ナウ I・A・リチャーズ生誕100年記念論文集』青磁書房 1993
- 『GDM英語教授法の理論と実際』吉沢郁生共編 松柏社 1999

### 訳書
- 「幸福論」『バートランド・ラッセル著作集6』みすず書房、1959
- 『世界の現代詩 現代アメリカ詩集』飯塚書店、1962
- 『ビート詩集』共訳 国文社、1962
- 『ウィリアム・カーロス・ウィリアムズ詩集』中山容共訳 国文社 1965
- 『ミネソタ詩集』現代の芸術叢書 池谷敏忠共訳編 思潮社 1967
- 『ローレンス・ファーリンゲッティ|ファーリンゲティ詩集』（中山容共訳編、思潮社、1968年)
- 『ヴィルヘルム・ライヒ著作集 きけ小人物よ!』太平出版社 1970
  - 復刻版 きけ 小人物よ! ウィルヘルム ライヒ (著), 片桐 ユズル (翻訳) 新評論– 2017
- ポール・グッドマン『新しい宗教改革』紀伊国屋書店 1971
- P.グッドマン『不条理に育つ 管理社会の青年たち』平凡社 1971
- ナット・ヘントフ『ペシャンコにされてもへこたれないぞ!』晶文社 1971
- 『ボブ・ディラン全詩集』中山容共訳 晶文社 1974
- ゲーリー・スナイダー『地球の家を保つには エコロジーと精神革命』社会思想社 1975
- 『W.ライヒ著作集 キリストの殺害』中山容共訳 太平出版社 1979
- ケネス・レクスロス『花環の丘にて その他の日本で書かれた詩1974-75』かわら版 1979
- オルダス・ハクスレー『島』人文書院 1980
- ルドルフ・フォン・アーバン『愛のヨガ』野草社・新泉社 1982
- オールダス・ハクスレー『ハクスレーの集中講義 人間の状況』人文書院 1983
- ケネス・レクスロス『心の庭・花環の丘にて その他の日本の詩』手帖舎 1984
- 『オルダス・ハクスリー 橋を架ける』編著 人文書院 1985
- 『アンドレ・ケルテス写真集』中尾ハジメ共訳 岩波書店 1986
- オーソン・ビーン『オルゴン療法がわたしを変えた 自己実現と性的充足の心理学 ライヒの性格チェンジアップ法』共訳 アニマ2001・星雲社 1990
- C・K・オグデン『ベーシック英英いい換え辞典』解説 北星堂書店 1990
- 『ボブ・ディラン全詩302篇』（中山容共訳、晶文社、1993年）
- バーバラ&ウィリアム・コナブル『アレクサンダー・テクニークの学び方 体の地図づくり』小山千栄共訳 誠信書房 1997
- グレン・パーク『アレクサンダー・テクニークによる変容の術』小山千栄共訳 新水社 1999
- マイケル・ゲルブ『ボディ・ラーニング わかりやすいアレクサンダー・テクニーク入門』小山千栄共訳 誠信書房 1999
- バーバラ・コナブル『音楽家ならだれでも知っておきたい「からだ」のこと アレクサンダー・テクニークとボディ・マッピング』小野ひとみ共訳 誠信書房 2000
- グリン・マクドナルド『図解アレクサンダー・テクニーク』（監訳、産調出版、2004年）
- ジェレミー・チャンス『ひとりでできるアレクサンダー・テクニーク 心身の不必要な緊張をやめるために』誠信書房 2006
- ピーター・グルンワルド『アイ・ボディ 脳と体にはたらく目の使い方』誠信書房 2008
- オルダス・ハクスリー『多次元に生きる 人間の可能性を求めて』コスモス・ライブラリー 星雲社 2010

### 詩の朗読
- 朗読CD『ほんやら洞の詩人たち』（avex io、2003年12月） で、自作の「いつも戸口までだったね」、「イヌのおサムライさん」、「片桐ユズル」、「ネコのおばあさん」、「なにかいいことがありそうな気がする」、「あさじが原」を朗読。

### 作詞
- 「いつも戸口までだったね」「わかれ」に中川五郎が曲をつけ、アルバム「ぼくが死んでこの世を去る日」（2004年4月）に収録。

## Web上の関連テキスト
- バートランド・ラッセル(著),片桐ユズル(訳)『幸福論』訳者あとがき